# Liste de sondages sur le référendum sur l'appartenance du Royaume-Uni à l'Union européenne

Sondages d'opinion à propos du référendum

Cette page dresse une liste des sondages sur le référendum sur le maintien du Royaume-Uni dans l'Union européenne qui a eu lieu le 23 juin 2016.
Une analyse des sondages suggère que les jeunes électeurs et/ou électeurs d'un niveau d'éducation supérieur à la moyenne sont plus favorables au maintien de l'adhésion à l'Union européenne (UE), alors que les électeurs plus âgés et/ou d'un niveau d'éducation inférieur à la moyenne sont plus favorables à la sortie de l'UE, bien qu'il n'y ait pas de différences entre les intentions de vote entre femmes et hommes.

## Sondages sur l'appartenance à l'Union européenne
Les tables ci-dessous décrivent les résultats des sondages sur le maintien du Royaume-Uni au sein de l'Union européenne. Ces sondages ne mentionnent pas dans leur question la renégociation intervenue entre l'UE et le Royaume-Uni.
Les sondages sont basés sur des échantillons représentatifs à l'échelle nationale qui incluent la Grande-Bretagne et les îles avoisinantes mais habituellement pas l'Irlande du Nord. Cela est généralement le cas de manière historique au Royaume-Uni pour ce qui est des sondages d'opinion, l'Irlande du Nord ayant un paysage politique différent du reste du pays, polarisé entre unionisme et le nationalisme.
| Date    | Maintien | Sortie |
| ------- | -------- | ------ |
| 21 juin | 50 %     | 50 %   |

| 2016 | 16-22 juin         | 41 % | 43% | 16 % | 2,320 | TNS | Sur Internet. | | |
| 2016 | 20-22 juin         | 44 % | 45% | 9 % | 3,011 | Opinium | Sur Internet. | | |
| 2016 | 21 juin            | EU Referendum: The Great Debate tenu sur BBC One.                                                                                             | EU Referendum: The Great Debate tenu sur BBC One.                                                                                             | EU Referendum: The Great Debate tenu sur BBC One.                                                                                             | EU Referendum: The Great Debate tenu sur BBC One.                                                                                             | EU Referendum: The Great Debate tenu sur BBC One.                                                                                             | EU Referendum: The Great Debate tenu sur BBC One.                                                                                             | EU Referendum: The Great Debate tenu sur BBC One.                                                                                             | EU Referendum: The Great Debate tenu sur BBC One.                                                                                 |
| 2016 | 20 juin            | 45% | 44 % | 11 % | 1,003 | Survation/IG Group | Téléphone. | | |
| 2016 | 18–19 juin         | 42 % | 44% | 13 % | 1,652 | YouGov | Sur Internet. | | |
| 2016 | 17–18 juin         | 45% | 42 % | 13 % | 1,004 | Survation | Téléphone. | | |
| 2016 | 16–17 juin         | 44% | 43 % | 9 % | 1,694 | YouGov | Sur Internet. | | |
| 2016 | 14–17 juin         | 44% | 44% | 12 % | 2,006 | Opinium | Sur Internet. Majorité du travail sur le terrain effectué avant le meurtre de Jo Cox.                                                         | | |
| 2016 | 16 juin            | La députée travailliste Jo Cox est assassinée lors d'une réunion avec ses administrés. Suspension des campagnes                               | La députée travailliste Jo Cox est assassinée lors d'une réunion avec ses administrés. Suspension des campagnes                               | La députée travailliste Jo Cox est assassinée lors d'une réunion avec ses administrés. Suspension des campagnes                               | La députée travailliste Jo Cox est assassinée lors d'une réunion avec ses administrés. Suspension des campagnes                               | La députée travailliste Jo Cox est assassinée lors d'une réunion avec ses administrés. Suspension des campagnes                               | La députée travailliste Jo Cox est assassinée lors d'une réunion avec ses administrés. Suspension des campagnes                               | La députée travailliste Jo Cox est assassinée lors d'une réunion avec ses administrés. Suspension des campagnes                               | |
| 2016 | 15 juin            | 42 % | 45 % | 13 % | 1,104 | Survation | Téléphone. | | |
| 2016 | 11-14 juin         | 47 % | 53 % | N/A | 1,257 | Ipsos MORI | Téléphone. | | |
| 2016 | 12-13 juin         | 39 % | 46 % | 15 % | 1,905 | YouGov | Sur Internet. | | |
| 2016 | 10-13 juin         | 45 % | 50 % | 5 % | 1,000 | ICM | Téléphone. | | |
| 2016 | 10-13 juin         | 44 % | 49 % | 7 % | 2,001 | ICM | Sur Internet. | | |
| 2016 | 9–13 juin          | 46 % | 45 % | 9 % | 1,002 | ComRes | Téléphone. | | |
| 2016 | 7-13 juin          | 40 % | 47 % | 13 % | 2,497 | TNS | Sur Internet. | | |
| 2016 | 9-12 juin          | 48 % | 49 % | 3 % | 800 | ORB | Téléphone. Personnes certaines de voter seulement.                                                                                            | | |
| 2016 | 9-10 juin          | 42 % | 43 % | 11 % | 1,671 | YouGov | Sur Internet. | | |
| 2016 | 7-10 juin          | 44 % | 42 % | 13 % | 2,009 | Opinium | Sur Internet. | | |
| 2016 | 8-9 juin           | 45 % | 55 % | N/A | 2,052 | ORB | Sur Internet. | | |
| 2016 | 9 juin             | Débats sur ITV. | Débats sur ITV. | Débats sur ITV. | Débats sur ITV. | Débats sur ITV. | Débats sur ITV. | Débats sur ITV. | |
| 2016 | 7 juin             | Le Premier ministre, David Cameron, et le chef du UKIP, Nigel Farage, répondent à des questions de citoyens britanniques en direct sur ITV.   | Le Premier ministre, David Cameron, et le chef du UKIP, Nigel Farage, répondent à des questions de citoyens britanniques en direct sur ITV.   | Le Premier ministre, David Cameron, et le chef du UKIP, Nigel Farage, répondent à des questions de citoyens britanniques en direct sur ITV.   | Le Premier ministre, David Cameron, et le chef du UKIP, Nigel Farage, répondent à des questions de citoyens britanniques en direct sur ITV.   | Le Premier ministre, David Cameron, et le chef du UKIP, Nigel Farage, répondent à des questions de citoyens britanniques en direct sur ITV.   | Le Premier ministre, David Cameron, et le chef du UKIP, Nigel Farage, répondent à des questions de citoyens britanniques en direct sur ITV.   | Le Premier ministre, David Cameron, et le chef du UKIP, Nigel Farage, répondent à des questions de citoyens britanniques en direct sur ITV.   | |
| 2016 | 5-6 juin           | 43 % | 42 % | 11 % | 2,001 | YouGov | Sur Internet. Remainder "won't vote" | | |
| 2016 | 6 juin             | Les dix principaux syndicats publient un communiqué commun dans le Guardian appelant leurs adhérents à voter pour le maintien.                | Les dix principaux syndicats publient un communiqué commun dans le Guardian appelant leurs adhérents à voter pour le maintien.                | Les dix principaux syndicats publient un communiqué commun dans le Guardian appelant leurs adhérents à voter pour le maintien.                | Les dix principaux syndicats publient un communiqué commun dans le Guardian appelant leurs adhérents à voter pour le maintien.                | Les dix principaux syndicats publient un communiqué commun dans le Guardian appelant leurs adhérents à voter pour le maintien.                | Les dix principaux syndicats publient un communiqué commun dans le Guardian appelant leurs adhérents à voter pour le maintien.                | Les dix principaux syndicats publient un communiqué commun dans le Guardian appelant leurs adhérents à voter pour le maintien.                | |
| 2016 | 3 - 5 juin         | 43 % | 48 % | 9 % | 2,047 | ICM | Sur Internet. | | |
| 2016 | 2–5 juin           | 52 % | 40 % | 7 % | 800 | ORB | Téléphone. | | |
| 2016 | 1er juin - 3 juin  | 41 % | 45 % | 11 % | 3,405 | YouGov | Sur Internet. | | |
| 2016 | 31 mai - 3 juin    | 43 % | 41 % | 16 % | 2,007 | Opinium | Sur Internet. Sondage identique pondéré d'une façon alternative.                                                                              | | |
| 2016 | 31 mai - 3 juin    | 40 % | 43 % | 16 % | 2,007 | Opinium | Sur Internet. Sondage identique pondéré d'une façon classique.                                                                                | | |
| 2016 | 3 juin             | Le Secrétaire d'État à la Justice et leader de la campagne en faveur de la sortie, Michael Gove, répond aux questions du public sur Sky News. | Le Secrétaire d'État à la Justice et leader de la campagne en faveur de la sortie, Michael Gove, répond aux questions du public sur Sky News. | Le Secrétaire d'État à la Justice et leader de la campagne en faveur de la sortie, Michael Gove, répond aux questions du public sur Sky News. | Le Secrétaire d'État à la Justice et leader de la campagne en faveur de la sortie, Michael Gove, répond aux questions du public sur Sky News. | Le Secrétaire d'État à la Justice et leader de la campagne en faveur de la sortie, Michael Gove, répond aux questions du public sur Sky News. | Le Secrétaire d'État à la Justice et leader de la campagne en faveur de la sortie, Michael Gove, répond aux questions du public sur Sky News. | Le Secrétaire d'État à la Justice et leader de la campagne en faveur de la sortie, Michael Gove, répond aux questions du public sur Sky News. | |
| 2016 | 2 juin             | Le Premier ministre et leader de la campagne pour le maintien, David Cameron, répond aux questions du public sur Sky News.                    | Le Premier ministre et leader de la campagne pour le maintien, David Cameron, répond aux questions du public sur Sky News.                    | Le Premier ministre et leader de la campagne pour le maintien, David Cameron, répond aux questions du public sur Sky News.                    | Le Premier ministre et leader de la campagne pour le maintien, David Cameron, répond aux questions du public sur Sky News.                    | Le Premier ministre et leader de la campagne pour le maintien, David Cameron, répond aux questions du public sur Sky News.                    | Le Premier ministre et leader de la campagne pour le maintien, David Cameron, répond aux questions du public sur Sky News.                    | Le Premier ministre et leader de la campagne pour le maintien, David Cameron, répond aux questions du public sur Sky News.                    | |
| 2016 | 30-31 mai          | 41 % | 41 % | 13 % | 1,735 | YouGov | Sur internet. | | |
| 2016 | 27-29 mai          | 42 % | 45 % | 15 % | 1,004 | ICM | Téléphone. | | |
| 2016 | 27-29 mai          | 44 % | 47 % | 9 % | 2,052 | ICM | Sur internet. | | |
| 2016 | 25-29 mai          | 51 % | 46 % | 3 % | 800 | ORB | Téléphone. | | |
| 2016 | 27 mai             | Début du moratoire sur les interventions des représentants du gouvernement concernant le référendum.,                                         | Début du moratoire sur les interventions des représentants du gouvernement concernant le référendum.,                                         | Début du moratoire sur les interventions des représentants du gouvernement concernant le référendum.,                                         | Début du moratoire sur les interventions des représentants du gouvernement concernant le référendum.,                                         | Début du moratoire sur les interventions des représentants du gouvernement concernant le référendum.,                                         | Début du moratoire sur les interventions des représentants du gouvernement concernant le référendum.,                                         | Début du moratoire sur les interventions des représentants du gouvernement concernant le référendum.,                                         | Début du moratoire sur les interventions des représentants du gouvernement concernant le référendum.,                             |
| 2016 | 26 mai             | L'Office for National Statistics publie son rapport trimestriel migratoire. Débat télévise pour les jeunes électeurs sur BBC One.             | L'Office for National Statistics publie son rapport trimestriel migratoire. Débat télévise pour les jeunes électeurs sur BBC One.             | L'Office for National Statistics publie son rapport trimestriel migratoire. Débat télévise pour les jeunes électeurs sur BBC One.             | L'Office for National Statistics publie son rapport trimestriel migratoire. Débat télévise pour les jeunes électeurs sur BBC One.             | L'Office for National Statistics publie son rapport trimestriel migratoire. Débat télévise pour les jeunes électeurs sur BBC One.             | L'Office for National Statistics publie son rapport trimestriel migratoire. Débat télévise pour les jeunes électeurs sur BBC One.             | L'Office for National Statistics publie son rapport trimestriel migratoire. Débat télévise pour les jeunes électeurs sur BBC One.             | L'Office for National Statistics publie son rapport trimestriel migratoire. Débat télévise pour les jeunes électeurs sur BBC One. |
| 2016 | 20-25 mai          | 44 % | 45 % | 12 % | 1,638 | BMG Research | Sur internet. | | |
| 2016 | 24 mai             | 44 % | 38 % | 18 % | 1,013 | Survation | Téléphone. | | |
| 2016 | 23-24 mai          | 41 % | 41 % | 13 % | 1,756 | YouGov | Sur internet. | | |
| 2016 | 20-22 mai          | 45 % | 45 % | 10 % | 2,003 | ICM | Sur internet. | | |
| 2016 | 18-22 mai          | 55 % | 42 % | 3 % | 800 | ORB | Téléphone. Ce serait un sondage privé commandé par le gouvernement                                                                            | | |
| 2016 | 17-19 mai          | 44 % | 40 % | 14 % | 2,008 | Opinium | Sur internet. | | |
| 2016 | 16-17 mai          | 44 % | 40 % | 12 % | 1,648 | YouGov | Sur internet. | | |
| 2016 | 14-17 mai          | 52 % | 41 % | 7 % | 1,000 | ComRes | Téléphone. | | |
| 2016 | 14-16 mai          | 55 % | 37 % | 5 % | 1,002 | Ipsos MORI | Téléphone. | | |
| 2016 | 13-15 mai          | 47 % | 39 % | 14 % | 1,002 | ICM | Téléphone. Les deux sondages du 13-15 mai ont été réalisés en duo.                                                                            | | |
| 2016 | 13-15 mai          | 43 % | 47 % | 10 % | 2,048 | ICM | Sur internet. | | |
| 2016 | 11-15 mai          | 55 % | 40 % | 5 % | 800 | ORB | Téléphone | | |
| 2016 | 10-12 mai          | 38 % | 41 % | 21 % | 1,222 | TNS | Sur internet. | | |
| 2016 | 29 avr-12 mai      | 36 % | 39 % | 22 % | 996 | YouGov | Téléphone. | | |
| 2016 | 29 avr-12 mai      | 38 % | 40 % | 16 % | 1,973 | YouGov | Sur internet. | | |
| 2016 | 6-8 mai            | 44 % | 46 % | 11 % | 2,005 | ICM | Sur internet. | | |
| 2016 | 4-6 mai            | 42 % | 40 % | 13 % | 3,378 | YouGov | Sur internet. Le reste « ne votera pas ». | | |
| 2016 | 29 avril-3 mai     | 44 % | 45 % | 11 % | 2,029 | ICM | Sur internet. | | |
| 2016 | 27-29 avril        | 43 % | 46 % | 11 % | 2,029 | ICM | Sur internet. | | |
| 2016 | 26-29 avril        | 42 % | 41 % | 14 % | 2,005 | Opinium | Sur internet. Le reste (2,4 %) n'a pas souhaité se prononcer.                                                                                 | | |
| 2016 | 27-29 avril        | 49 % | 51 % | | 2,000 | ORB | Sur internet. | | |
| 2016 | 25-26 avril        | 41 % | 42 % | 13 % | 1,650 | YouGov | Sur internet. Le reste « ne votera pas ». | | |
| 2016 | 25-26 avril        | 45 % | 38 % | 17 % | 1,003 | Survation, | Par téléphone. | | |
| 2016 | 22-24 avril        | 44 % | 46 % | 10 % | 2,001 | ICM | Sur internet. | | |
| 2016 | 20-24 avril        | 51 % | 43 % | 6 % | 800 | ORB | Par téléphone. | | |
| 2016 | 22 avril           | Le président des États-Unis Barack Obama exprime son soutien à David Cameron et au maintien du Royaume-Uni dans l'UE.                         | Le président des États-Unis Barack Obama exprime son soutien à David Cameron et au maintien du Royaume-Uni dans l'UE.                         | Le président des États-Unis Barack Obama exprime son soutien à David Cameron et au maintien du Royaume-Uni dans l'UE.                         | Le président des États-Unis Barack Obama exprime son soutien à David Cameron et au maintien du Royaume-Uni dans l'UE.                         | Le président des États-Unis Barack Obama exprime son soutien à David Cameron et au maintien du Royaume-Uni dans l'UE.                         | Le président des États-Unis Barack Obama exprime son soutien à David Cameron et au maintien du Royaume-Uni dans l'UE.                         | Le président des États-Unis Barack Obama exprime son soutien à David Cameron et au maintien du Royaume-Uni dans l'UE.                         | Le président des États-Unis Barack Obama exprime son soutien à David Cameron et au maintien du Royaume-Uni dans l'UE.             |
| 2016 | 16-19 avril        | 51 % | 40 % | 9 % | 1,002 | ComRes | Par téléphone. | | |
| 2016 | 16-18 avril        | 49 % | 39 % | 8 % | 1,026 | Ipsos MORI | Par téléphone. | | |
| 2016 | 15-17 avril        | 43 % | 44 % | 13 % | 2,008 | ICM | Sur internet. | | |
| 2016 | 15-17 avril        | 48 % | 41 % | 11 % | 1,003 | ICM | Par téléphone. | | |
| 2016 | 13 avril           | La Commission électorale désigne Vote Leave et Britain Stronger in Europe (en) comme campagnes officielles.,                                  | La Commission électorale désigne Vote Leave et Britain Stronger in Europe (en) comme campagnes officielles.,                                  | La Commission électorale désigne Vote Leave et Britain Stronger in Europe (en) comme campagnes officielles.,                                  | La Commission électorale désigne Vote Leave et Britain Stronger in Europe (en) comme campagnes officielles.,                                  | La Commission électorale désigne Vote Leave et Britain Stronger in Europe (en) comme campagnes officielles.,                                  | La Commission électorale désigne Vote Leave et Britain Stronger in Europe (en) comme campagnes officielles.,                                  | | |
| 2016 | 12-14 avril        | 40 % | 39 % | 16 % | 3,371 | YouGov | Sur internet. Le reste « ne votera pas ». | | |
| 2016 | 11-12 avril        | 39 % | 39 % | 17 % | 1,693 | YouGov | Sur internet. Le reste « ne votera pas ». | | |
| 2016 | 7-11 avril         | 35 % | 35 % | 30 % | 1,198 | TNS | Sur internet. | | |
| 2016 | 8-10 avril         | 42 % | 45 % | 12 % | 2,030 | ICM | Sur internet | | |
| 2016 | 7 avril            | Le gouvernement distribue un argumentaire pour le maintien à 27 millions de ménages et lance une campagne numérique,                          | Le gouvernement distribue un argumentaire pour le maintien à 27 millions de ménages et lance une campagne numérique,                          | Le gouvernement distribue un argumentaire pour le maintien à 27 millions de ménages et lance une campagne numérique,                          | Le gouvernement distribue un argumentaire pour le maintien à 27 millions de ménages et lance une campagne numérique,                          | Le gouvernement distribue un argumentaire pour le maintien à 27 millions de ménages et lance une campagne numérique,                          | Le gouvernement distribue un argumentaire pour le maintien à 27 millions de ménages et lance une campagne numérique,                          | | |
| 2016 | 6-7 avril          | 40 % | 38 % | 16 % | 1,612 | YouGov | Sur internet. Le reste « ne votera pas ». | | |
| 2016 | 29 mars-4 avril    | 39 % | 38 % | 23 % | 3,754 | YouGov | Fait sur internet | | |
| 2016 | 1er avril -3 avril | 44 % | 43 % | 13 % | 2,007 | ICM | Fait sur internet | | |
| 2016 | 29 mars-3 avril    | 51 % | 44 % | 5 % | 800 | ORB | Fait par téléphone | | |
| 2016 | 29 mars-1er avril  | 39 % | 43 % | 18 % | 1,966 | Opinium | | | |
| 2016 | 24–29 mars         | 35 % | 35 % | 30 % | 1,193 | TNS | | | |
| 2016 | 24–29 mars         | 41 % | 45 % | 14 % | 1,518 | BMG Research | | | |
| 2016 | 24–28 mars         | 51 % | 49 % | N/A | 2,002 | ORB | | | |
| 2016 | 22–24 mars         | 45 % | 43 % | 12 % | 1,970 | ICM | | | |
| 2016 | 19–22 mars         | 49 % | 41 % | 10 % | 1,023 | Ipsos MORI | | | |
| 2016 | 17–22 mars         | 40 % | 37 % | 19 % | 1,688 | YouGov | Le reste « ne votera pas ». | | |
| 2016 | 18-20 mars         | 41 % | 43 % | 17 % | Inconnue | ICM | | | |
| 2016 | 11-14 mars         | 47 % | 49 % | 4 % | 823 | ORB | | | |
| 2016 | 11-13 mars         | 43 % | 41 % | 16 % | 2 031 | ICM | | | |
| 2016 | 2-10 mars          | 48 % | 45 % | 7 % | 4 047 | Populus/Number Cruncher Politics | | | |
| 2016 | 4-6 mars           | 49 % | 35 % | 15 % | 966 | Populus/Number Cruncher Politics | | | |
| 2016 | 4-6 mars           | 40 % | 41 % | 19 % | 2 051 | ICM | | | |
| 2016 | 2-3 mars           | 40 % | 37 % | 18 % | Inconnue | YouGov | | | |
| 2016 | 1-2 mars           | 40 % | 35 % | 19 % | Inconnue | YouGov | | | |
| 2016 | 29 févr.-1er mars  | 39 % | 37 % | 19 % | Inconnue | YouGov | | | |
| 2016 | 26-29 févr.        | 41 % | 41 % | 18 % | 2 003 | ICM | | | |
| 2016 | 26-28 févr.        | 39 % | 45 % | 18 % | 2 071 | Populus/Number Cruncher Politics | | | |
| 2016 | 26-28 févr.        | 48 % | 37 % | 15 % | 1 002 | Populus/Number Cruncher Politics | | | |
| 2016 | 24-25 févr.        | 48 % | 52 % | N/A | 2 014 | ORB | | | |
| 2016 | 21-23 févr.        | 37 % | 38 % | 25 % | 3 482 | YouGov | | | |
| 2016 | 20 février         | David Cameron annonce la date du référendum à la suite d'un sommet de l'UE à Bruxelles.                                                       | David Cameron annonce la date du référendum à la suite d'un sommet de l'UE à Bruxelles.                                                       | David Cameron annonce la date du référendum à la suite d'un sommet de l'UE à Bruxelles.                                                       | David Cameron annonce la date du référendum à la suite d'un sommet de l'UE à Bruxelles.                                                       | David Cameron annonce la date du référendum à la suite d'un sommet de l'UE à Bruxelles.                                                       | David Cameron annonce la date du référendum à la suite d'un sommet de l'UE à Bruxelles.                                                       | David Cameron annonce la date du référendum à la suite d'un sommet de l'UE à Bruxelles.                                                       | David Cameron annonce la date du référendum à la suite d'un sommet de l'UE à Bruxelles.                                           |
| 2016 | 19-22 févr.        | 51 % | 39 % | 10 % | 1 000 | ComRes | | | |
| 2016 | 13–20 févr.        | 48 % | 33 % | 19 % | 1 003 | Survation | | | |
| 2016 | 13–16 févr.        | 54 % | 36 % | 10 % | 497 | Ipsos MORI | | | |
| 2016 | 11–15 févr.        | 36 % | 39 % | 25 % | 1 079 | « TNS » | | | |
| 2016 | 12–14 févr.        | 43 % | 39 % | 18 % | 2 001 | ICM | | | |
| 2016 | 11–14 févr.        | 49 % | 41 % | 10 % | 1 105 | ComRes | | | |
| 2016 | 5-7 févr.          | 41 % | 42 % | 17 % | 2 018 | ICM | | | |
| 2016 | 3-4 févr.          | 36 % | 45 % | 19 % | 1 675 | YouGov/The Times | | | |
| 2016 | 27-28 janv.        | 38 % | 42 % | 20 % | 1 735 | YouGov | | | |
| 2016 | 23-25 janv.        | 55 % | 36 % | 9 % | 513 | Ipsos MORI | | | |
| 2016 | 21-25 janv.        | 44 % | 42 % | 14 % | 1 511 | BMG Research | | | |
| 2016 | 22-24 janv.        | 54 % | 36 % | 10 % | 1 006 | ComRes | | | |
| 2016 | 15-17 janv.        | 42 % | 40 % | 17 % | 2 023 | ICM | | | |
| 2016 | 15-16 janv.        | 38 % | 42 % | 20 % | 1 017 | Survation | Inclut l'Irlande du Nord | | |
| 2016 | 8-14 janv          | 42 % | 45 % | 12 % | 2 087 | Panelbase | | | |
| 2016 | 8–11 janv.         | 44 % | 38 % | 18 % | 2 055 | ICM | | | |
| 2015 | 17–18 déc.         | 41 % | 42 % | 17 % | N/A | YouGov | | | |
| 2015 | 12–14 déc.         | 58 % | 32 % | 10 % | 529 | Ipsos MORI | | | |
| 2015 | 11–13 déc.         | 56 % | 35 % | 8 % | 1 001 | ComRes | | | |
| 2015 | 11–13 déc.         | 42 % | 41 % | 17 % | 2 053 | ICM | | | |
| 2015 | 4–6 déc.           | 43 % | 39 % | 17 % | 2 022 | ICM | | | |
| 2015 | 2–3 déc.           | 36 % | 43 % | 21 % | 1 001 | ORB | | | |
| 2015 | 30 nov.–3 déc.     | 40 % | 42 % | 18 % | 10 015 | Survation | Inclut l'Irlande du Nord. Compte tenu de la taille de l'échantillon, la marge d'erreur est de ±1 %                                            | | |
| 2015 | 20–24 nov.         | 41 % | 41 % | 18 % | 4 317 | YouGov | | | |
| 2015 | 19–24 nov.         | 40 % | 38 % | 22 % | 1 699 | « YouGov » | | | |
| 2015 | 20–22 nov.         | 45 % | 38 % | 17 % | 2 002 | ICM | | | |
| 2015 | 17–19 nov.         | 48 % | 52 % | N/A | 2 067 | ORB | | | |
| 2015 | 16–17 nov.         | 43 % | 40 % | 18 % | 1 546 | Survation | Inclut l'Irlande du Nord | | |
| 2015 | 11–17 nov.         | 39 % | 39 % | 22 % | 1 528 | BMG Research | Inclut l'Irlande du Nord | | |
| 2015 | 13–15 nov.         | 43 % | 38 % | 19 % | 2 000 | ICM | | | |
| 2015 | 9–11 nov.          | 39 % | 43 % | 19 % | 2 007 | Survation | Inclut l'Irlande du Nord | | |
| 2015 | 6–8 nov.           | 46 % | 38 % | 16 % | 2 024 | ICM | | | |
| 2015 | 30 oct.–1 nov.     | 44 % | 38 % | 18 % | 2 060 | « ICM » | | | |
| 2015 | 28–29 oct.         | 39 % | 41 % | 19 % | 1 664 | YouGov | | | |
| 2015 | 22–27 oct.         | 40 % | 40 % | 20 % | 1 738 | YouGov | | | |
| 2015 | 23–25 oct.         | 45 % | 38 % | 17 % | 2 049 | « ICM » | | | |
| 2015 | 23–25 oct.         | 53 % | 47 % | N/A | 2 015 | ORB | | | |
| 2015 | 22–23 oct.         | 42 % | 39 % | 16 % | 1 625 | YouGov | | | |
| 2015 | 19–20 oct.         | 42 % | 40 % | 17 % | 1 690 | YouGov | | | |
| 2015 | 17–19 oct.         | 52 % | 36 % | 12 % | 498 | Ipsos MORI | | | |
| 2015 | 14–19 oct.         | 42 % | 39 % | 19 % | 2 372 | GQRR | | | |
| 2015 | 16–18 oct.         | 44 % | 38 % | 18 % | 2 023 | ICM | | | |
| 2015 | 7 oct.             | 44 % | 39 % | 17 % | 1 947 | « ICM » | | | |
| 2015 | 25–28 sep.         | 55 % | 36 % | 8 % | 1 009 | ComRes | | | |
| 2015 | 25–27 sep.         | 45 % | 38 % | 17 % | 2 005 | ICM | | | |
| 2015 | 17–22 sep.         | 38 % | 41 % | 21 % | 2 781 | YouGov | | | |
| 2015 | 10–17 sep.         | 38 % | 40 % | 22 % | 11 171 | YouGov | | | |
| 2015 | 11–13 sep.         | 43 % | 40 % | 17 % | 2 006 | « ICM » | | | |
| 2015 | 12 sep.            | Jeremy Corbyn est élu chef du Parti travailliste                                                                                              | Jeremy Corbyn est élu chef du Parti travailliste                                                                                              | Jeremy Corbyn est élu chef du Parti travailliste                                                                                              | Jeremy Corbyn est élu chef du Parti travailliste                                                                                              | Jeremy Corbyn est élu chef du Parti travailliste                                                                                              | Jeremy Corbyn est élu chef du Parti travailliste                                                                                              | | |
| 2015 | 3–4 sep.           | 40 % | 43 % | 17 % | 1 004 | Survation | | | |
| 2015 | 18–19 août         | 44 % | 37 % | 20 % | 1 676 | « YouGov » | | | |
| 2015 | 13–17 août         | 50 % | 40 % | 10 % | 3 402 | YouGov | | | |
| 2015 | 23–29 juill.       | 45 % | 37 % | 19 % | 1 708 | YouGov | | | |
| 2015 | 16 juill.          | Tim Farron est élu chef des libéraux-démocrates                                                                                               | Tim Farron est élu chef des libéraux-démocrates                                                                                               | Tim Farron est élu chef des libéraux-démocrates                                                                                               | Tim Farron est élu chef des libéraux-démocrates                                                                                               | Tim Farron est élu chef des libéraux-démocrates                                                                                               | Tim Farron est élu chef des libéraux-démocrates                                                                                               | | |
| 2015 | 29 juin–6 juill.   | 45 % | 37 % | 18 % | 5 008 | Survation | Inclut l'Irlande du Nord | | |
| 2015 | 19–24 juin         | 44 % | 38 % | 18 % | 1 653 | YouGov | | | |
| 2015 | 19–21 juin         | 55 % | 45 % | N/A | 2 000 | ORB | | | |
| 2015 | 14–16 juin         | 66 % | 22 % | 12 % | 501 | Ipsos MORI | | | |
| 2015 | 8–11 juin          | 43 % | 36 % | 21 % | 2 381 | YouGov | | | |
| 2015 | 1–2 juin           | 44 % | 34 % | 21 % | 1 063 | YouGov | | | |
| 2015 | 27 mai-2 juin      | 42 % | 35 % | 22 % | 2 956 | YouGov | | | |
| 2015 | 29–31 mai          | 58 % | 31 % | 11 % | 500 | ComRes | | | |
| 2015 | 28–31 mai          | 47 % | 33 % | 20 % | 680 | « ICM » | | | |
| 2015 | 21–22 mai          | 44 % | 36 % | 20 % | 1 532 | YouGov | | | |
| 2015 | 8–15 mai           | 47 % | 40 % | 13 % | 3 977 | Survation | | | |
| 2015 | 7 avr.–13 mai      | 55 % | 36 % | 9 % | 999 | Pew Research Center | | | |
| 2015 | 8–9 mai            | 45 % | 36 % | 19 % | 1 302 | YouGov | | | |
| 2015 | 8–9 mai            | 45 % | 38 % | 18 % | 1 027 | Survation | | | |
| 2015 | 7 mai              | Élections générales | Élections générales | Élections générales | Élections générales | Élections générales | Élections générales | | |
| 2015 | 3–5 mai            | 56 % | 34 % | 10 % | 1 011 | ComRes | | | |
| 2015 | 3–4 mai            | 45 % | 33 % | 21 % | 1 664 | YouGov | | | |
| 2015 | 28–29 avr.         | 52 % | 32 % | 16 % | 1 823 | YouGov | | | |
| 2015 | 23–28 avr.         | 47 % | 33 % | 20 % | 1 834 | YouGov | | | |
| 2015 | 19–20 avr.         | 45 % | 35 % | 20 % | 2 078 | YouGov | | | |
| 2015 | 10–12 avr.         | 40 % | 39 % | 21 % | 2 036 | Populus | | | |
| 2015 | 8–9 avr.           | 45 % | 41 % | 15 % | 1 750 | Opinium | | | |
| 2015 | 26–30 mars         | 35 % | 34 % | 31 % | 1 197 | TNS-BMRB | | | |
| 2015 | 24–26 mars         | 49 % | 44 % | 7 % | 1 007 | Panelbase | Inclut l'Irlande du Nord | | |
| 2015 | 18–25 mars         | 41 % | 38 % | 21 % | 2 006 | YouGov | | | |
| 2015 | 22–23 mars         | 46 % | 36 % | 18 % | 1 641 | YouGov | | | |
| 2015 | 18–23 mars         | 42 % | 34 % | 23 % | 8 271 | YouGov | | | |
| 2015 | 23–24 févr.        | 45 % | 37 % | 18 % | 1 520 | YouGov | | | |
| 2015 | 22–23 févr.        | 45 % | 35 % | 20 % | 1 772 | YouGov | | | |
| 2015 | 17–20 févr.        | 41 % | 44 % | 15 % | 1 975 | Opinium | | | |
| 2015 | 25–26 janv.        | 43 % | 37 % | 20 % | 1 656 | YouGov | | | |
| 2015 | 18–19 janv.        | 43 % | 38 % | 18 % | 1 747 | YouGov | | | |
| 2015 | 15–19 janv.        | 38 % | 34 % | 28 % | 1 188 | TNS-BMRB | | | |
| 2015 | 6–8 janv.          | 37 % | 40 % | 23 % | 1 201 | TNS-BMRB | | | |
| 2014 | 14–15 déc.         | 40 % | 39 % | 21 % | 1 648 | YouGov | | | |
| 2014 | 30 Nov–1 déc.      | 42 % | 39 % | 20 % | 1 763 | YouGov | | | |
| 2014 | 20–26 nov.         | 38 % | 43 % | 19 % | 1 641 | YouGov | | | |
| 2014 | 21–23 nov.         | 32 % | 48 % | 20 % | 2 049 | ComRes | | | |
| 2014 | 20–21 nov.         | 40 % | 41 % | 19 % | 1 970 | YouGov | | | |
| 2014 | 19–21 nov.         | 40 % | 41 % | 19 % | 2 314 | YouGov | | | |
| 2014 | 16–17 nov.         | 39 % | 39 % | 21 % | 1 589 | YouGov | | | |
| 2014 | 7 nov.             | 31 % | 54 % | 15 % | 1 020 | Survation | | | |
| 2014 | 2–3 nov.           | 38 % | 41 % | 21 % | 1 652 | YouGov | | | |
| 2014 | 31 oct.–2 nov.     | 35 % | 49 % | 17 % | 2 012 | Survation | | | |
| 2014 | 30–31 oct.         | 37 % | 43 % | 20 % | 1 808 | YouGov | | | |
| 2014 | 27–28 oct.         | 35 % | 44 % | 21 % | 2 052 | YouGov | | | |
| 2014 | 23–24 oct.         | 41 % | 40 % | 19 % | 2 069 | YouGov | | | |
| 2014 | 19–20 oct.         | 40 % | 39 % | 21 % | 1 727 | YouGov | | | |
| 2014 | 11–14 oct.         | 56 % | 36 % | 8 % | 1 002 | « Ipsos MORI » | | | |
| 2014 | 21–22 sept.        | 42 % | 38 % | 19 % | 1 671 | YouGov | | | |
| 2014 | 18 sept.           | Référendum sur l'indépendance de l'Écosse | Référendum sur l'indépendance de l'Écosse | Référendum sur l'indépendance de l'Écosse | Référendum sur l'indépendance de l'Écosse | Référendum sur l'indépendance de l'Écosse | Référendum sur l'indépendance de l'Écosse | Référendum sur l'indépendance de l'Écosse | Référendum sur l'indépendance de l'Écosse                                                                                         |
| 2014 | 25–26 août         | 41 % | 40 % | 19 % | 2 021 | YouGov | | | |
| 2014 | 10–11 août         | 40 % | 38 % | 22 % | 1 676 | YouGov | | | |
| 2014 | 13–14 juill.       | 41 % | 38 % | 21 % | 1 745 | YouGov | | | |
| 2014 | 29–30 juin         | 40 % | 39 % | 21 % | 1 729 | YouGov | | | |
| 2014 | 27–29 juin         | 36 % | 43 % | 21 % | 2 049 | ComRes | | | |
| 2014 | 27–28 juin         | 39 % | 47 % | 14 % | 1 000 | Survation | | | |
| 2014 | 26–27 juin         | 39 % | 37 % | 24 % | 1 936 | YouGov | | | |
| 2014 | 19–20 juin         | 39 % | 39 % | 21 % | 2 016 | YouGov | | | |
| 2014 | 17–19 juin         | 37 % | 48 % | 15 % | 1 946 | Opinium | | | |
| 2014 | 15–16 juin         | 44 % | 36 % | 20 % | 1 696 | YouGov | | | |
| 2014 | 30 May–1er juin    | 40 % | 42 % | 18 % | 2 062 | ComRes | | | |
| 2014 | 29–30 mai          | 41 % | 39 % | 20 % | 2 090 | YouGov | | | |
| 2014 | 22 mai             | Élections européennes de 2014 | Élections européennes de 2014 | Élections européennes de 2014 | Élections européennes de 2014 | Élections européennes de 2014 | Élections européennes de 2014 | Élections européennes de 2014 | Élections européennes de 2014 |
| 2014 | 20–21 mai          | 42 % | 37 % | 21 % | 6 124 | YouGov | | | |
| 2014 | 18–19 mai          | 43 % | 37 % | 20 % | 1 740 | YouGov | | | |
| 2014 | 10–12 mai          | 54 % | 37 % | 10 % | 1 003 | Ipsos MORI | | | |
| 2014 | 28 avr.–6 mai      | 39 % | 38 % | 23 % | 1 805 | YouGov | | | |
| 2014 | 2–3 mai            | 39 % | 46 % | 15 % | 1 005 | Survation | | | |
| 2014 | 24–28 avr.         | 41 % | 49 % | 10 % | 1 199 | TNS-BMRB | | | |
| 2014 | 24–25 avr.         | 40 % | 37 % | 23 % | 1 835 | YouGov | | | |
| 2014 | 21–22 avr.         | 40 % | 38 % | 23 % | 2 190 | YouGov | | | |
| 2014 | 3–4 avr.           | 42 % | 37 % | 21 % | 1 998 | YouGov | | | |
| 2014 | 27–28 mars         | 42 % | 36 % | 21 % | 1 916 | YouGov | | | |
| 2014 | 23–24 mars         | 42 % | 36 % | 22 % | 1 558 | YouGov | | | |
| 2014 | 9–10 mars          | 41 % | 39 % | 20 % | 3 195 | YouGov | | | |
| 2014 | 9–10 févr.         | 36 % | 39 % | 25 % | 1 685 | YouGov | | | |
| 2014 | 7–20 janv.         | 41 % | 41 % | 18 % | 20 058 | Lord Ashcroft Polls | | | |
| 2014 | 12–13 janv.        | 33 % | 43 % | 24 % | 1 762 | YouGov | | | |
| 2013 | 1–9 déc.           | 37 % | 43 % | 20 % | Inconnue | YouGov | | | |
| 2013 | 10–11 nov.         | 39 % | 39 % | 22 % | Inconnue | YouGov | | | |
| 2013 | 13–14 oct.         | 42 % | 37 % | 20 % | Inconnue | YouGov | | | |
| 2013 | 23–27 sept.        | 36 % | 44 % | 20 % | 1 922 | YouGov | | | |
| 2013 | 15–16 sept.        | 42 % | 39 % | 20 % | Inconnue | YouGov | | | |
| 2013 | 18–19 août         | 46 % | 34 % | 20 % | Inconnue | YouGov | | | |
| 2013 | 6–8 août           | 32 % | 53 % | 15 % | 1 945 | Opinium | | | |
| 2013 | 4–5 août           | 43 % | 35 % | 22 % | Inconnue | YouGov | | | |
| 2013 | 18–24 juill.       | 35 % | 45 % | 21 % | 1 968 | YouGov | | | |
| 2013 | 22–23 juill.       | 45 % | 35 % | 21 % | Inconnue | YouGov | | | |
| 2013 | 7–8 juill.         | 43 % | 36 % | 21 % | Inconnue | YouGov | | | |
| 2013 | 4–5 juill.         | 36 % | 46 % | 19 % | 1 022 | YouGov | | | |
| 2013 | 23–24 juin         | 45 % | 31 % | 24 % | Inconnue | YouGov | | | |
| 2013 | 9–10 juin          | 43 % | 35 % | 22 % | Inconnue | YouGov | | | |
| 2013 | 1–3 juin           | 44 % | 45 % | 11 % | 1 566 | Survation | | | |
| 2013 | 28–29 mai          | 43 % | 35 % | 22 % | Inconnue | YouGov | | | |
| 2013 | 21–28 mai          | 41 % | 38 % | 20 % | 1 512 | YouGov | | | |
| 2013 | 17–18 mai          | 36 % | 50 % | 14 % | 1 000 | Survation | | | |
| 2013 | 16–17 mai          | 36 % | 45 % | 19 % | 1 809 | YouGov | | | |
| 2013 | 15–16 mai          | 24 % | 46 % | 30 % | 2 017 | « ComRes/Sunday Mirror/Independent »(Archive.org • Wikiwix • Archive.is • Google • Que faire ?)                                               | Exclut l'Irlande du Nord | | |
| 2013 | 15–16 mai          | 30 % | 46 % | 24 % | 2 017 | ICM/The Telegraph | | | |
| 2013 | 12–13 mai          | 34 % | 44 % | 22 % | 1 748 | YouGov/The Sun | Exclut l'Irlande du Nord | | |
| 2013 | 10–12 mai          | 40 % | 43 % | 17 % | 1 001 | ICM/The Guardian | | | |
| 2013 | 9–10 mai           | 30 % | 47 % | 23 % | 1 945 | YouGov/The Sun | Exclut l'Irlande du Nord | | |
| 2013 | 7 mai              | 35 % | 46 % | 20 % | 719 | YouGov/The Times | Exclut l'Irlande du Nord | | |
| 2013 | 7–8 avr.           | 36 % | 43 % | 21 % | 1 765 | YouGov/The Sun | Exclut l'Irlande du Nord | | |
| 2013 | 4–27 mars          | 46 % | 46 % | 8 % | 1 012 | Pew Research Center | Exclut l'Irlande du Nord | | |
| 2013 | 17–18 févr.        | 38 % | 41 % | 21 % | 1 713 | YouGov/The Sun | Exclut l'Irlande du Nord | | |
| 2013 | 5 févr.            | 30 % | 41 % | 22 % | 1 237 | TNS BMRB | | | |
| 2013 | 29 janv.– 6 févr.  | 33 % | 50 % | 17 % | 2 114 | Financial Times/Harris | | | |
| 2013 | 25 janv.           | 36 % | 50 % | 16 % | 1 005 | « Survation/Mail on Sunday »(Archive.org • Wikiwix • Archive.is • Google • Que faire ?)                                                       | Exclut l'Irlande du Nord | | |
| 2013 | 24–25 janv.        | 37 % | 39 % | 24 % | 1 943 | YouGov/Sunday Times | Exclut l'Irlande du Nord | | |
| 2013 | 23 janv.           | 37 % | 40 % | 23 % | 2 000 | Populus/The Times | | | |
| 2013 | 20–21 janv.        | 37 % | 40 % | 24 % | Inconnue | YouGov/The Sun | Exclut l'Irlande du Nord | | |
| 2013 | 17–18 janv.        | 34 % | 25 % | 40 % | 1 912 | YouGov/Sunday Times | Exclut l'Irlande du Nord | | |
| 2013 | 10–11 janv.        | 36 % | 42 % | 21 % | 1 995 | YouGov/Sunday Times | Exclut l'Irlande du Nord | | |
| 2013 | 6 janv.            | 36 % | 54 % | 10 % | 1 002 | Survation/Mail on Sunday | Exclut l'Irlande du Nord | | |
| 2013 | 2–3 janv.          | 31 % | 46 % | 22 % | Inconnue | YouGov/The Sun | Exclut l'Irlande du Nord | | |
| 2012 | 27–28 nov.         | 30 % | 51 % | 9 % | Inconnue | YouGov/The Sun | Exclut l'Irlande du Nord | | |
| 2012 | 13–15 nov.         | 30 % | 56 % | 14 % | 1 957 | Opinium/Observer | Exclut l'Irlande du Nord | | |
| 2011 | 15–16 déc.         | 41 % | 41 % | 19 % | Inconnue | YouGov/The Sun | Exclut l'Irlande du Nord | | |
| 2011 | 8–9 déc.           | 35 % | 44 % | 20 % | Inconnue | YouGov/The Sun | Exclut l'Irlande du Nord | | |
| 2011 | 7–8 août           | 30 % | 52 % | 19 % | Inconnue | YouGov/The Sun | Exclut l'Irlande du Nord | | |
| 2010 | 8–9 sept.          | 33 % | 47 % | 19 % | Inconnue | YouGov/The Sun | Exclut l'Irlande du Nord | | |

## Sondages régionaux
Parfois, des sondages d'envergure sont conduits dans les nations et régions du Royaume-Uni. Des sondages conduits par YouGov en septembre 2015 ont mis en évidence des différences significatives entre les Nations constitutives avec l’Écosse montrant le plus haut soutien populaire au maintien dans l'Union européenne et l'Angleterre le plus bas.
| Date(s)                 | Maintien | Sortie | Indécis | Taille de l'échantillon | Conduit par                   | Notes                       |
| ----------------------- | -------- | ------ | ------- | ----------------------- | ----------------------------- | --------------------------- |
| 4–6 janv. 2016          | 39 %     | 34 %   | 27 %    | 1 156                   | YouGov/LBC                    | Londres                     |
| 9–16 nov. 2015          | 65 %     | 22 %   | 13 %    | 1 029                   | Ipsos Mori                    | Écosse                      |
| 19–21 oct. 2015         | 56 %     | 28 %   | 15 %    | 2 517                   | Lucid Talk                    | Irlande du Nord             |
| 9–13 oct. 2015          | 51 %     | 31 %   | 17 %    | 1 026                   | YouGov/Times                  | Écosse                      |
| 2–16 oct. 2015          | 55 %     | 13 %   | 32 %    | 1 012                   | BBC/RTÉ                       | Irlande du Nord             |
| 22–27 sept. 2015        | 55 %     | 30 %   | 15 %    | 1 004                   | YouGov                        | Écosse                      |
| 21–24 sept. 2015        | 42 %     | 38 %   | 21 %    | 1 010                   | YouGov                        | Pays de Galles              |
| 9–16 sept. 2015         | 40 %     | 43 %   | 17 %    | 1 712                   | YouGov                        | Angleterre                  |
| 7–10 sept. 2015         | 51 %     | 29 %   | 20 %    | 975                     | Survation/Scottish Daily Mail | Écosse                      |
| 26 juin – 3 juill. 2015 | 55 %     | 29 %   | 16 %    | 1 002                   | Panelbase/Sunday Times        | Écosse                      |
| 26 juin – 3 juill. 2015 | 42 %     | 43 %   | 15 %    | 956                     | Panelbase/Sunday Times        | Angleterre & Pays de Galles |
| 03–7 juill. 2015        | 51 %     | 26 %   | 23 %    | 1 045                   | Survation/Scottish Daily Mail | Écosse                      |
| 13–30 mai 2015          | 49 %     | 19 %   | 26 %    | 1 031                   | TNS BMRB                      | Écosse                      |
| 19–21 mai 2015          | 54 %     | 25 %   | 21 %    | 1 001                   | YouGov/Sunday Post            | Écosse                      |
| 4–6 mai 2015            | 47 %     | 33 %   | 16 %    | 1 202                   | YouGov/ITV Wales              | Pays de Galles              |
| 24–27 mars 2015         | 44 %     | 38 %   | 14 %    | 1 189                   | YouGov/ITV Wales              | Pays de Galles              |
| 5–9 March 2015          | 43 %     | 36 %   | 17 %    | 1 279                   | YouGov/ITV Wales              | Pays de Galles              |
| 19–26 févr. 2015        | 63 %     | 33 %   | 4 %     | 1 000                   | ICM/BBC                       | Pays de Galles              |
| 29 janv. – 2 févr. 2015 | 52 %     | 29 %   | 17 %    | 1 001                   | YouGov/The Times              | Écosse                      |
| 19–21 janv. 2015        | 44 %     | 36 %   | 16 %    | 1 036                   | YouGov/ITV Wales              | Pays de Galles              |
| 9–14 janv. 2015         | 42 %     | 37 %   | 21 %    | 1 007                   | Panelbase/Wings Over Scotland | Écosse                      |
| 2–5 déc. 2014           | 42 %     | 39 %   | 15 %    | 1 131                   | YouGov/ITV Wales              | Pays de Galles              |
| 17–19 nov. 2014         | 45 %     | 37 %   | 14 %    | 1 124                   | YouGov/The Evening Standard   | Londres                     |
| 6–13 nov. 2014          | 47 %     | 35 %   | 18 %    | 1 001                   | Survation/Daily Record        | Écosse                      |
| 30 oct. −5 nov. 2014    | 41 %     | 38 %   | 19 %    | 1 000                   | Panelbase/Wings Over Scotland | Écosse                      |
| 8–11 sept. 2014         | 43 %     | 37 %   | 15 %    | 1 025                   | YouGov/ITV Wales              | Pays de Galles              |
| 26 juin-1 juill. 2014   | 41 %     | 36 %   | 18 %    | 1 035                   | YouGov/ITV Wales              | Pays de Galles              |
| 21–24 févr. 2014        | 54 %     | 40 %   | 6 %     | 1 000                   | ICM/BBC                       | Pays de Galles              |
| 20–25 juin 2013         | 41 %     | 39 %   | 20 %    | 1 269                   | YouGov/Evening Standard       | Londres                     |
| 14–25 juin 2013         | 29 %     | 37 %   | 35 %    | 1 015                   | Beaufort Research             | Pays de Galles              |
| 4–9 févr. 2013          | 54 %     | 33 %   | 13 %    | 1 003                   | Ipsos MORI/The Times          | Écosse                      |

## Termes renégociés
Le gouvernement britannique compte renégocier les termes de son appartenance à l'Union européenne avant de tenir le référendum,. Certains sondages d'opinion ont posé la question dans l'hypothèse que le gouvernement britannique exprime sa satisfaction quant aux renégociations.
| Date(s)          | Maintien | Sortie | Indécis | Taille de l'échantillon | Conduit par                   | Notes                        |
| ---------------- | -------- | ------ | ------- | ----------------------- | ----------------------------- | ---------------------------- |
| 1–2 juin         | 55 %     | 24 %   | 18 %    | 1 063                   | YouGov/Prospect               | Exclut l'Irlande du Nord     |
| 8–9 mai          | 58 %     | 24 %   | 16 %    | 1 302                   | YouGov/Sunday Times           | Exclut l'Irlande du Nord     |
| 3–4 mai          | 56 %     | 20 %   | 20 %    | 1 664                   | YouGov/The Sun                | Exclut l'Irlande du Nord     |
| 19–20 avr.       | 57 %     | 22 %   | 17 %    | 2 078                   | YouGov/The Sun                | Exclut l'Irlande du Nord     |
| 22–23 mars       | 57 %     | 22 %   | 18 %    | 1 641                   | YouGov/The Sun                | Exclut l'Irlande du Nord     |
| 22–23 févr.      | 57 %     | 21 %   | 17 %    | 1 772                   | YouGov/The Sun                | Exclut l'Irlande du Nord     |
| 25–26 janv.      | 54 %     | 25 %   | 16 %    | 1 656                   | YouGov/The Sun                | Exclut l'Irlande du Nord     |
| 18–19 janv.      | 57 %     | 21 %   | 19 %    | 1 747                   | YouGov/British Influence      | Exclut l'Irlande du Nord     |
| 14–15 déc.       | 55 %     | 24 %   | 16 %    | 1 648                   | YouGov/The Sun                |                              |
| 30 nov. – 1 déc. | 55 %     | 25 %   | 17 %    | 1 763                   | YouGov/The Sun                |                              |
| 17–19 nov.       | 58 %     | 25 %   | 13 %    | 1 124                   | YouGov / The Evening Standard | Adultes Londoniens seulement |
| 16–17 nov.       | 58 %     | 24 %   | 14 %    | 1 589                   | YouGov / The Sun              |                              |
| 4–7 nov.         | 40 %     | 43 %   | 17 %    | 1 707                   | Opinium/The Observer          |                              |
| 2–3 nov.         | 52 %     | 27 %   | 15 %    | 1 652                   | YouGov / The Sun              |                              |
| 19–20 oct.       | 55 %     | 24 %   | 17 %    | 1 727                   | YouGov / The Sun              |                              |
| 21–22 sept.      | 54 %     | 25 %   | 16 %    | 1 671                   | YouGov / The Sun              |                              |
| 25–26 août       | 54 %     | 26 %   | 16 %    | 2 021                   | YouGov / The Sun              |                              |
| 10–11 août       | 54 %     | 23 %   | 18 %    | 1 676                   | YouGov / The Sun              |                              |
| 13–14 juill.     | 52 %     | 25 %   | 19 %    | 1 745                   | YouGov / The Sun              |                              |
| 29–30 juin       | 54 %     | 23 %   | 17 %    | 1 729                   | YouGov / The Sun              |                              |
| 15–16 juin       | 57 %     | 22 %   | 16 %    | 1 696                   | YouGov / The Sun              |                              |
| 18–19 mai        | 53 %     | 24 %   | 18 %    | 1 740                   | YouGov                        | Exclut l'Irlande du Nord     |
| 24–25 avr.       | 50 %     | 26 %   | 18 %    | 1 835                   | YouGov/Sunday Times           | Exclut l'Irlande du Nord     |
| 21–22 avr.       | 52 %     | 26 %   | 18 %    | 2 190                   | YouGov/The Sun                | Exclut l'Irlande du Nord     |
| 23–24 mars       | 54 %     | 25 %   | 17 %    | 2 190                   | YouGov/The Sun                | Exclut l'Irlande du Nord     |
| 9–10 mars        | 52 %     | 27 %   | 16 %    | 3 195                   | YouGov/The Sun                | Exclut l'Irlande du Nord     |
| 9–10 févr.       | 47 %     | 27 %   | 18 %    | 1 685                   | YouGov/The Sun                | Exclut l'Irlande du Nord     |
| 12–13 janv.      | 48 %     | 29 %   | 18 %    | 1 762                   | YouGov/The Sun                | Exclut l'Irlande du Nord     |
| 12–13 mai        | 45 %     | 33 %   | 19 %    | 1 748                   | YouGov/The Sun                | Exclut l'Irlande du Nord     |
| 9–10 mai         | 45 %     | 32 %   | 20 %    | 1 945                   | YouGov/Sunday Times           | Exclut l'Irlande du Nord     |
| 7–8 avr.         | 46 %     | 31 %   | 17 %    | 1 765                   | YouGov/The Sun                | Exclut l'Irlande du Nord     |
| 17–18 févr.      | 52 %     | 28 %   | 14 %    | 1 713                   | YouGov/The Sun                | Exclut l'Irlande du Nord     |

## Autres sondages
Dans un sondage publié en décembre 2015, Lord Ashcroft demanda aux gens sondés de se positionner, sur une échelle de 0 à 100, dans quelle proportion ils seraient susceptible de voter « Rester » ou « Sortir »,. Un total de 47 % se positionnèrent dans la portion « Sortir » de l'échelle, 38 % dans la portion « Rester » et 14 % furent entièrement indécis,.

### Retrait du Royaume-Uni vu de l'étranger
- France – Un sondage conduit par le journal Le Parisien en janvier 2013 montre que 52 % des électeurs français sont en faveur d'une sortie du Royaume-Uni de l'UE[26]. Des 1 136 personnes sondées, en conjonction avec l'agence BVA, 48 % expriment le désir de voir le Royaume-Uni rester dans l'UE[27].
- Allemagne – Une étude réalisée par Internationale Politik montra que 64 % des Allemands sont en faveur du maintien du Royaume-Uni dans l'UE - avec seulement 36 % en faveur de son retrait[28]. La majeure partie soutenant le maintien de l'UE comprenant le Royaume-Uni était la jeune génération avec 69 % des 18-25 ans exprimant leur souhait que le Royaume-Uni reste[28]. Parmi les partis politiques allemands, les sympathisants du Parti écologique demeurent les plus favorables à 85 %[28].
- Irlande – L'Irlande reste largement opposée à un retrait du Royaume-Uni de l'UE[29].

### Conséquences du retrait du Royaume-Uni sur le maintien d'autres pays dans l'UE
- Danemark – Un sondage effectué en janvier 2013 à la suite du discours de David Cameron sur le référendum britannique montra que 52 % des Danois souhaiteraient le maintien du Danemark dans l'UE même dans le cas d'un retrait du Royaume-Uni[30]. Cependant, 47 % des personnes sondées déclarèrent qu'elles souhaiteraient que le gouvernement danois tente de renégocier des termes plus favorables quant à son adhésion[30].
- Irlande – Un sondage Red C, commandité par le Mouvement européen-Irlande en janvier 2013, montra que la majorité des Irlandais préfèreraient le maintien de l'Irlande dans l'UE – 66 % – même si le Royaume-Uni décidait de quitter celle-ci[29]. Seuls 29 % des personnes sondées déclarèrent qu'elles souhaiteraient voir l'Irlande quitter l'UE dans le cas d'un retrait britannique[29].